# Kerbholz

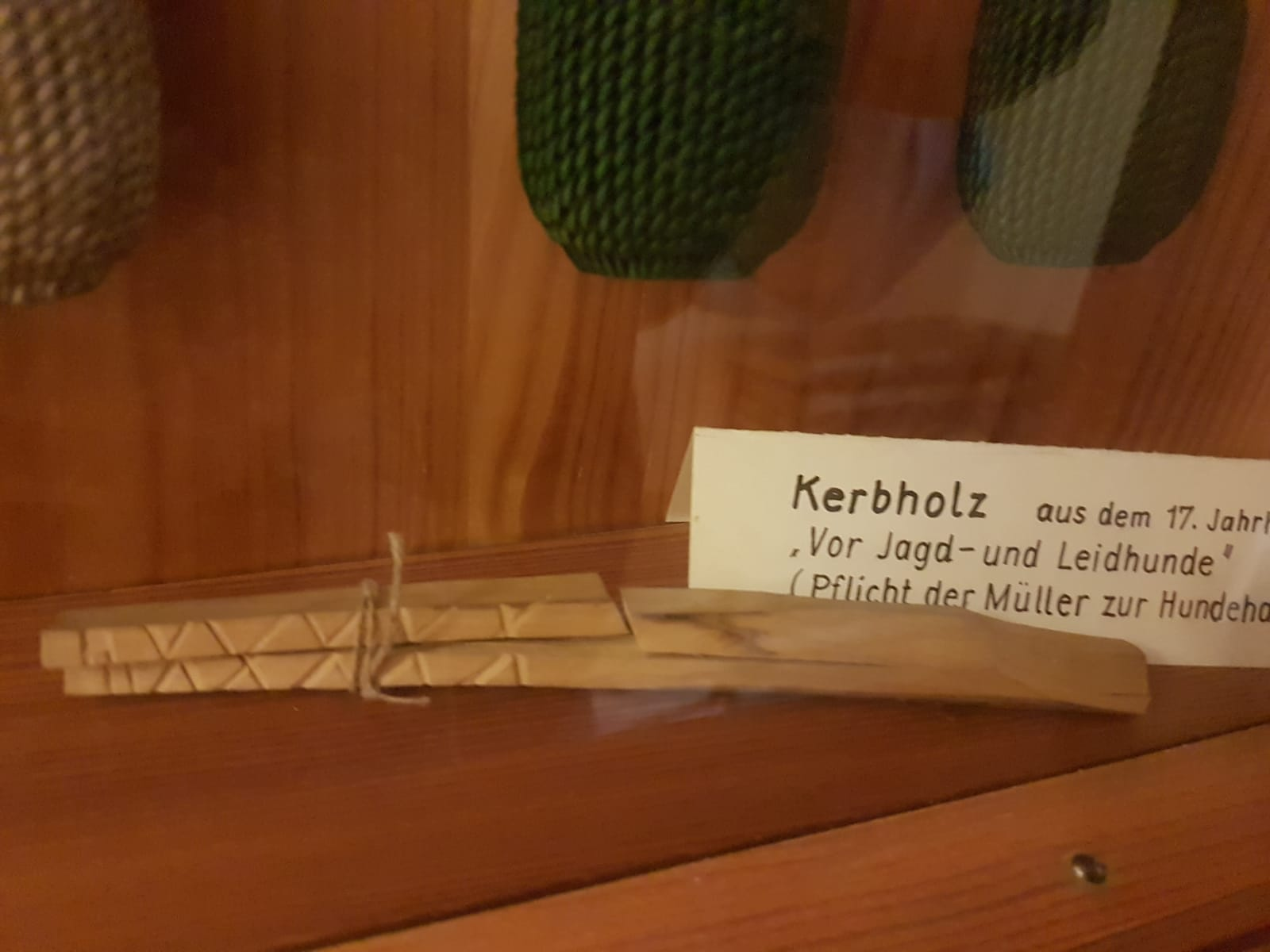
Kerbholz der Grafschaft Sayn-Wittgenstein-Hohenstein, 17. Jahrhundert.

Ein Kerbholz, auch Kerbstock, Zählholz oder Zählstab genannt, ist eine frühzeitliche und mittelalterliche Zählliste; es diente meist dazu, Schuldverhältnisse fälschungssicher zu dokumentieren.
Ein geeignetes längliches Brettchen oder ein Stock wurde mit Symbolen markiert. Anschließend wurde das Holz längs gespalten oder geteilt, so dass Schuldner und Gläubiger die an der Trennstelle zusammenpassenden Einritzungen auf ihrer Stockhälfte dokumentiert fanden. Meist erhielt der Gläubiger das längere Teilstück. Wieder zusammengefügt zeigte sich, ob die beiden Hälften zusammengehörten oder ob eine Hälfte nachträglich manipuliert worden war. Bei einem erneuten Zusammenlegen konnten bei Bedarf auch weitere Markierungen angebracht werden. Außer Holz wurden zum Beispiel Knochen, und diese wohl schon seit der Altsteinzeit (Ishango-Knochen), verwendet.
An einem bestimmten Termin (Zahltag) wurde das Kerbholz präsentiert, mit dem Gegenstück verglichen und der Schuldner zur Zahlung aufgefordert.

## Kulturgeschichte

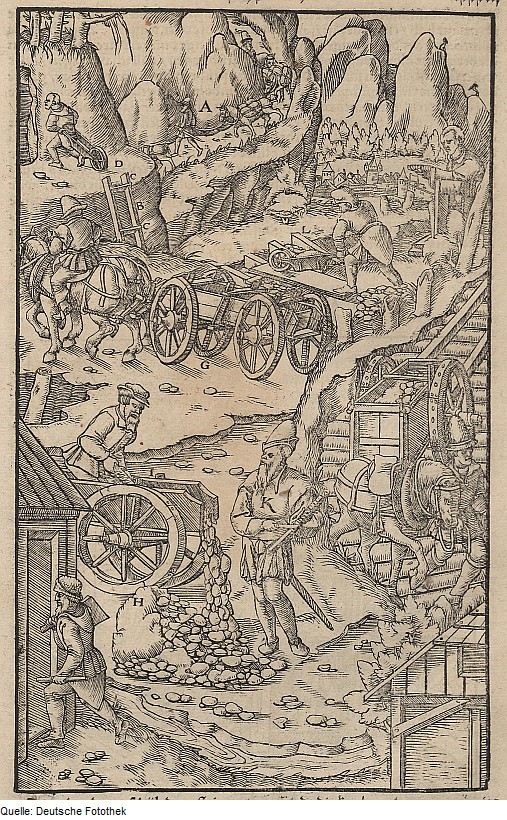
Verwendung im Bergbau: Ein Bergbeamter registriert die angelieferte Erzmenge mittels Kerbholz (Darstellung nach Georgius Agricola (1556))

Von dieser Zähl- und Buchhaltungstechnik leitet sich die noch heute gebräuchliche Redewendung „etwas auf dem Kerbholz haben“ her. Sie bedeutet im eigentlichen Sinne „Schulden haben“ und übertragen so viel wie „sich schuldig gemacht haben“.
Zur Zeit des Mittelalters in einem weitgehend schreibunkundigen und münzarmen Europa war der Kerbstock ab dem 10. bis 12. Jahrhundert gebräuchlich. Der Kerbstock galt bei mittelalterlichen Gerichten als Beweismittel. Noch der Code Napoléon erwähnt den Kerbstock als Schuldurkunde in Art. 1333. In den Alpenländern wurde der Kerbstock noch im 20. Jahrhundert – besonders in der Alm- bzw. Alpwirtschaft – verwendet.
Die Herkunft dieser Technik bleibt dunkel. Prähistorische Artefakte, die dem Kerbstock ähneln, wie der Ishango-Knochen waren über 20.000 Jahre vor der Entwicklung von Schrift und Zahl in Gebrauch. Herodot berichtet bereits von geknoteten Schnüren (eine ähnliche Technik, heute noch im Rosenkranz erhalten), die von den Inkas vermutlich (auch) als Buchhaltungssystem verwendet wurden; Plinius der Ältere beschreibt das am besten geeignete Holz für Kerbstöcke, und Marco Polo erwähnt in seinem Reisebericht („Il Milione“) den Gebrauch des Kerbstockes im Kaiserreich China. So genannte Botenstöcke waren in diversen Kulturkreisen bekannt. Einige Anhaltspunkte deuten darauf hin, dass der gespaltene Kerbstock aus dem Donauraum nach Zentraleuropa kam.

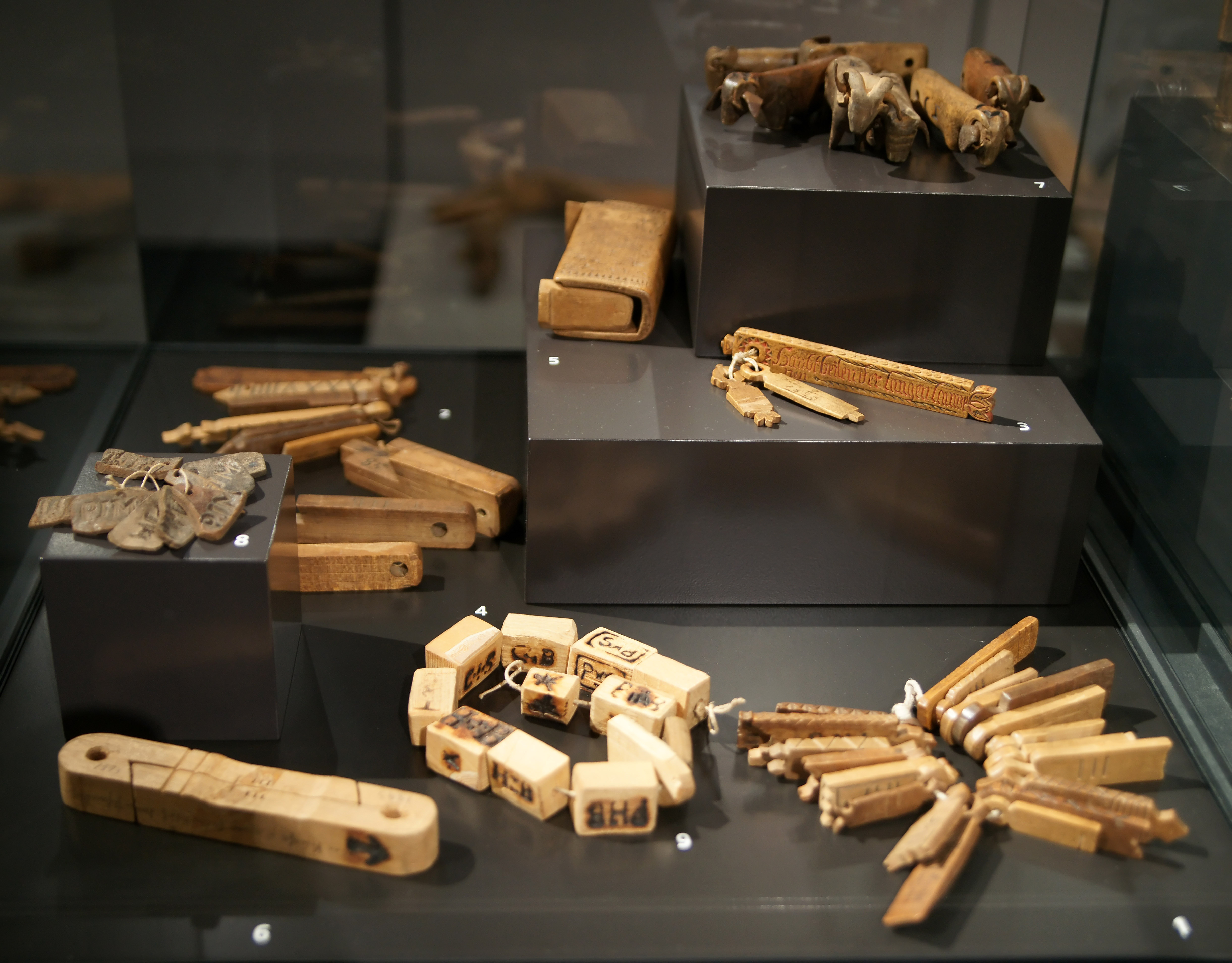
Kerbhölzer (Alpbeilen, Krapfentesseln, Beitesseln, Schaftesseln) aus den Schweizer Alpen, 18. bis frühes 20. Jhdt. (Schweizerisches Alpines Museum)

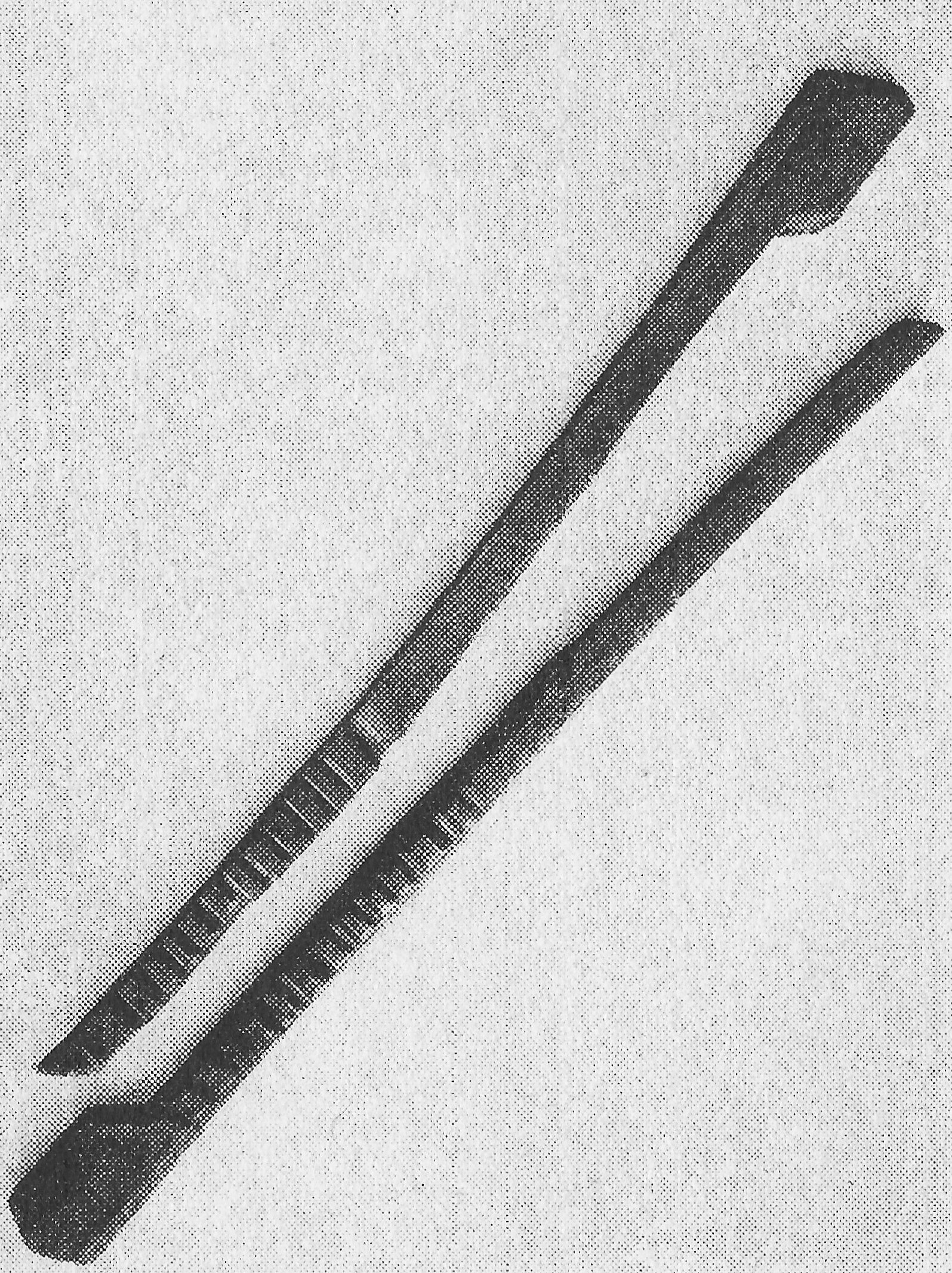
Kerbhölzer im ehemaligen Schlossmuseum Zerbst, 1935 oder früher

Nicht nur Geldschulden wurden mittels des Kerbstockes festgehalten. In der Land- und Viehwirtschaft diente der Kerbstock dazu, geschuldete Sachleistungen zu dokumentieren (zum Beispiel wie viel Stück Vieh einem Hirten anvertraut wurden); Händlern diente der Kerbstock als Lagerdokument; Grundherren und Gemeinden verwalteten mit Hilfe des Kerbstockes ihre Steuerforderungen; für dörfliche Pflichten wie nächtliche Feuerwachen oder die Kontrolle besonderer Nutzungsrechte (Wasserrechte) wurde der Kerbstock genutzt. Im England des 17. Jahrhunderts zirkulierten die königlichen Kerbstöcke (die Forderungen an die Krone) als „Wertpapiere“ – zum Teil mit deutlichem Abschlag vom Nominalwert.
Bei der Gründung der Bank von England 1696 konnten Kerbstöcke (tallies; siehe hierzu Tallymann, Handzähler und Strichliste) des Königs zum Teil als Kapital eingelegt werden. Die Bank von England arbeitete bis 1826 mit Kerbhölzern.
In England war es bis in das 19. Jahrhundert üblich, Steuerquittungen in Form von Kerbhölzern (exchequer tallies) auszustellen. Im Jahr 1834 wurde dieses altertümliche Verfahren durch eine Steuerreform schließlich abgeschafft. Eine gewaltige Zahl von Kerbhölzern war nun überflüssig geworden, und am 16. Oktober 1834 entschloss man sich fahrlässigerweise, diese im Hof des Parlamentsgebäudes Palace of Westminster zu verbrennen, welches daraufhin selbst von den Flammen erfasst wurde und größtenteils abbrannte.

## Traditionelle Verwendung
- Rechnungen
- Schulden aus einem Handel
- Steuerquittungen („exchequer tallies“)
- Fangmenge (z. B. Hering) der Fischer-Gemeinschaften (z. B. auf Hiddensee)
- gewonnene oder verlorene Geldstücke beim Kartenspiel
- gekaufte Brote beim Bäcker
- Wasserrechte an Suonen im Wallis (Schweiz), hier werden die Kerbhölzer „Tässel“ genannt
- Bezahlung von Tagelöhnern, Schräg-Kerbe = ein halber Tag, gerade Kerbe = ein ganzer Tag Arbeit

Im Bergbau kamen Kerbhölzer in früheren Jahrhunderten zum Einsatz, um u. a. die tägliche Fördermenge, den Verkauf der gewonnenen Bodenschätze oder die Lohnzahlungen zu dokumentieren. So sah beispielsweise der Entwurf einer Bergordnung für das sächsische Bergrevier Berggießhübel Ende des 15. Jahrhunderts vor, dass zwei vertrauenswürdige Männer zur Erfassung der Fördermengen Kerben … an ire kerbholczer schneiden und also mergkn, wie vil auß iczlicher gruben komen ist. Aus dem Anschneiden des Kerbholzes leitet sich der bergbauliche Begriff Anschnitt ab.